# Sohn Kee-chung
Sohn Kee-chung (kor. 손기정, jap. 孫基禎; ur. 29 sierpnia 1912 w Sinŭiju, zm. 15 listopada 2002 w Daejeon) – koreański lekkoatleta, maratończyk, mistrz olimpijski z 1936 z Berlina w barwach Japonii.

## Życiorys
Między 1933 a 1936 przebiegł 12 biegów maratońskich, z których wygrał 9. 3 listopada 1935 w Tokio ustanowił najlepszy wynik na świecie – 2:26:42, który przetrwał do 1947.
Na igrzyskach olimpijskich w 1936 w Berlinie startował w reprezentacji Japonii, ponieważ Korea od 1910 była zajęta przez to państwo. Sohn Kee-chung wystąpił pod nazwiskiem Son Kitei, które było zjaponizowaną wersją koreańskiego nazwiska. Sohn odmawiał podpisywania się wersją japońską, a przy podpisie często szkicował kontury Korei. Podczas biegu maratońskiego początkowo prowadził obrońca tytułu Juan Carlos Zabala z Argentyny. Sohn i Brytyjczyk Ernest Harper prześcignęli Zabalę, gdy ten potknął się i upadł na 28 kilometrze. Po 33 kilometrach Sohn objął samotne prowadzenie, którego nie oddał do mety. Jego wynik 2:29:19,2 był najlepszym wynikiem olimpijskim. Wyprzedził Harpera o ponad 2 minuty. Brązowy medal zdobył rodak Sohna, Nam Sung-yong startujący jako Nan Shoryu.
Podczas ceremonii dekoracji medalami olimpijskimi Sohn nie mógł ukryć smutku i łez na widok japońskiej flagi oraz słysząc japoński hymn. Koreańska gazeta Dong-a Ilbo wydrukowała zdjęcie Sohna na podium zwycięzców, ale usunęła japońską flagę z jego stroju. Władze japońskie w odpowiedzi aresztowały osiem osób z redakcji i zawiesiły wydawanie gazety na 9 miesięcy.
Sohn ukończył studia na Uniwersytecie Meiji w Tokio w 1940. Po II wojnie światowej przez wiele lat trenował południowokoreańskich długodystansowców. Jego podopiecznym był m.in. Hwang Young-cho, który został mistrzem igrzysk olimpijskich w 1992 w Barcelonie w maratonie. Sohn został uhonorowany przez organizatorów igrzysk olimpijskich w 1988 w Seulu. Pochodnia z ogniem olimpijskim została wniesiona na stadion przez Sohna, który tym razem mógł biec pod flagą Korei.

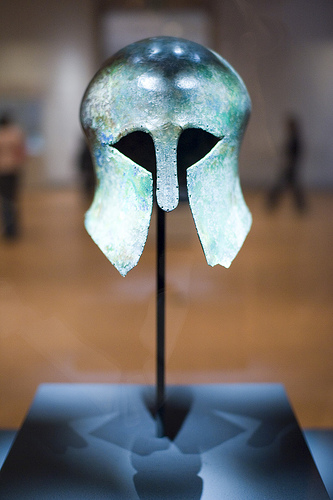
Hełm koryncki ofiarowany Sohnowi

Zwycięzca olimpijskiego maratonu w Berlinie miał otrzymać starogrecki hełm koryncki pochodzący z VIII w. p.n.e., odkryty przez niemieckiego archeologa Ernsta Curtiusa w Olimpii. Sohn nie otrzymał hełmu, prawdopodobnie wskutek interwencji władz japońskich. W 1986 hełm, który do tej pory znajdował się w berlińskim muzeum, został przekazany Sohnowi. Od 1987 jest wpisany na listę skarbów narodowych Korei Południowej i znajduje się w Muzeum Narodowym w Seulu.